# Verónica Parodi
Verónica Parodi (Corrientes) es una pedagoga, docente, compositora y cantante argentina.

## Biografía
Nació en Corrientes, a orillas del río Paraná, es hija de la cantautora Teresa Parodi.
Es una autora, compositora y docente con más de veinte años de experiencia.Su trabajo se centra en el desarrollo de propuestas culturales y educativas para las infancias. Además, desde 2014 dirige el Espacio Cultural Nuestros Hijos (ECuNHi), ubicado en la ex ESMA y perteneciente a Madres de Plaza de Mayo. 
Es una de las creadoras del sitio especializado en literatura infantil y juvenil «Avión que Va». A lo largo de su carrera, compuso poemas y canciones, y publicó dos libros-discos: Bordando nanas y Tarareando. En ambos proyectos, sus canciones son interpretadas por destacados artistas como Teresa Parodi, León Gieco, Chango Spasiuk, Liliana Herrero, Víctor Heredia, Pedro Aznar, Marian Farias Gomez, Chiqui Ledesma, Ana Prada, Georgina Hassan, Pablo Fraguela, Dúo Karma, Ligia Piro, Nora Sarmoria, Cecilia Todd, Mariana Carrizo, Sara Mamani, Mavi Díaz, Emilia Parodi,  Lautaro Parodi, Luciana Parodi y Martin Porto.